# امیل مارتل
امیل مارتل (فرانسوی: Émile Martel‎؛ زادهٔ ۷ ژانویهٔ ۱۸۹۸- درگذشت نامشخص) ژیمناست هنری اهل فرانسه است.